# جا مانده (فیلم ۲۰۱۴)
جا مانده (به انگلیسی: Left Behind) فیلمی محصول سال ۲۰۱۴ به کارگردانی ویک آرمسترانگ است. در این فیلم بازیگرانی همچون نیکلاس کیج، چاد مایکل موری، کسی تامسون، نیکی ولان، جردین اسپارکس، لی تامپسون، لنس ای.نیکولز، ویلیام راگسدیل، مارتین کلبا، کوینتون آرون، استفانی انوره، گری گروبز، لولو جونز، الک ریمی ایفای نقش کرده‌اند.

## خلاصه داستان
کلوئی استیل دانشجو دانشگاه یو اس سی برای سورپرایز تولد پدرش کاپیتان ریفورد استیل پس از ماه‌ها به خانه برمی گردد اما مادرش ایرین به او می‌گوید که ریفورد امشب به لندن پرواز می‌کند و نمی‌تواند در کنار آن‌ها باشد. کلوئی به فرودگاه می‌رود و پیش از پرواز موفق می‌شود که ریفورد را ببیند. کلوئی نگران است که ریفورد به خاطر اختلاف با ایرین (که برخلاف ریفورد، یک مسیحی معتقد و مذهبی است) آن‌ها را برای همیشه ترک کند. ریفورد به کلوئی اطمینان می‌دهد که همه‌چیز بین او و ایرین خوب است با این حال کلوئی متوجه می‌شود که پدرش با مهماندار جوان و جذابی به نام هتی دورهام گرم می‌گیرد و در حضور هتی از حلقه‌ ازدواجش نیز استفاده نمی‌کند. از سوی دیگر کلوئی متوجه می‌شود که سفر پدرش به لندن (برخلاف گفته ریفورد) غیرمنتظره نبوده است و ریفورد از پیش برای آن برنامه‌ریزی کرده بوده است.
در یک لحظه عجیب و ناگهانی به یکباره و بدون هیچ توضیحی تعداد زیادی از افراد و همه کودکان ناپدید می‌شوند. هیچ اثری از افراد ناپدید شده باقی نمی‌ماند به جز لباس‌هایشان که سالم و دست‌نخورده در جای خود باقی مانده است...

## بازیگران
| بازیگر         | نقش          |
| -------------- | ------------ |
| نیکلاس کیج     | ریفورد استیل |
| کسی تامسون     | کلوئی استیل  |
| چاد مایکل موری | باک ویلیامز  |
| نیکی ولان      | هتی دورهام   |